# Jeanette Nolan
Jeanette Nolan (n. 30 decembrie 1911, Los Angeles, California, SUA – d. 5 iunie 1998, Los Angeles, California, SUA) a fost o actriță americană de radio, film și televiziune. A fost nominalizată la patru premii Emmy.

## Filmografie (selecție)
- Marea lovitură (1953) - ca Bertha Duncan
- Psycho (1960) - vocea Normei Bates (nemenționată)
- Vulpea și câinele (1981) - voce